# 黃建逢
黃建逢（Huang Chien-Feng，1990年12月31日—）為台灣的排球運動員，曾效力於企業排球聯賽台電公司隊，位置為攻擊手。
黃建逢於2021年3月退役。

## 經歷
- 台南市六甲國小男子排球隊
- 台南市六甲國中男子排球隊
- 台中市豐原高商男子排球隊
- 屏東縣大仁科大男子排球隊
- 企業排球聯賽美津濃排球隊
- 企業排球聯賽台電男子排球隊
- 企業排球聯賽國訓中心排球隊
- 企業排球聯賽台電男子排球隊

## 獎項
- 2013年亞洲男子排球俱樂部錦標賽：最佳攻擊球員

## 外部連結
- 企業男女排球聯賽球員介紹-黃建逢 （页面存档备份，存于）

1. ↑  Home Run Taiwan. . 2023-06-30  [2024-3-24]. 原始内容存档于2024-12-11 （中文（臺灣））.